# Tebenna
Tebenna is een geslacht van vlinders uit de familie van de glittermotten (Choreutidae) en de onderfamilie Choreutinae.

## Soorten
- T. balsamorrhizella (Busck, 1904)
- T. bjerkandrella (Thunberg, 1784)
- T. bradleyi Clarke, 1971
- T. caucasica Danilevsky, 1976
- T. chingana Danilevsky, 1969
- T. kawabei Arita, 1975
- T. micalis (Linnaeus, 1767) - zilveroogje
- T. piperella (Busck, 1904)
- T. pretiosana (Duponchel, 1842)
- T. submicalis Danilevsky, 1970